# Transformation de Fortescue
Pour les articles homonymes, voir Fortescue.
En électrotechnique, la transformation de Fortescue est utilisée afin de simplifier l'analyse des systèmes électriques triphasés déséquilibrés. Il s'agit mathématiquement d'un changement de base. L'idée de base est qu'un système asymétrique de N phaseurs (3 pour le triphasé) peut être décomposé comme la somme de N systèmes symétriques. La transformation de Fortescue est ainsi également appelée méthode des composantes symétriques. Un système triphasé, que ce soit des courants, des tensions, des flux..., se décompose ainsi en trois systèmes équilibrés (ou symétriques) :
- un système équilibré direct noté Gd ;
- un système équilibré inverse noté Gi ;
- un système de tension homopolaire noté Go (en réalité une grandeur monophasée que l'on divise en 3 pour le calcul matriciel).

Après transformation, les trois vecteurs forment une famille libre. La méthode est principalement utilisée pour le calcul des courants de court-circuit.

## Histoire
En 1918, Charles Legeyt Fortescue avec son équipe (R.E. GILMAN, J.F. PETERS, J.  SLEPIAN) présente une publication qui démontre qu'un ensemble de N phaseurs déséquilibrés peut être décomposé comme la somme de N systèmes de phaseurs équilibrés pour le peu que N soit un nombre premier. Les phaseurs ont tous la même fréquence,.
La méthode a été employée en premier par les ingénieurs des sociétés General Electric et Westinghouse. Elle est universellement utilisée depuis la Deuxième Guerre mondiale.

## Principe
Dans le cas d'un système triphasé, pour le système direct, les trois phaseurs sont disposés de manière qu'un observateur voie défiler les trois phases dans l'ordre 1, 2 puis 3. Pour le système indirect, l'observateur voit d'abord la phase 1 puis la 3 et enfin la 2. Pour le système homopolaire, les trois vecteurs sont en phase (voir figure ci-contre).
En analysant dans cette nouvelle base les différents composants du réseau électrique : générateurs, transformateurs, lignes hautes tensions... il devient possible de calculer facilement les différents courants de court-circuit.
Dans un transformateur, les courants directs créent un champ tournant dans un sens, les courants indirects un champ tournant dans le sens opposé, enfin les courants homopolaires créent un champ immobile qui oscille en amplitude. Les relais utilisés en protection électrique utilisent ces propriétés pour différencier les différents défauts électriques. L'apparition d'un système indirect est un bon indicateur d'un problème.

## Systèmes triphasés homopolaires
Comme expliqué précédemment, ce n'est pas vraiment un système triphasé car cela correspond à un système de 3 tensions en phase :
{\displaystyle g_{1}=G_{1}\sin(\omega t+\varphi _{1})}
{\displaystyle g_{2}=G_{2}\sin(\omega t+\varphi _{2})}
{\displaystyle g_{3}=G_{3}\sin(\omega t+\varphi _{3})}
L'intérêt de ce « faux système triphasé » est de faciliter l'écriture matricielle de la transformation de Fortescue.

## Matrice de transformation
Le but est de trouver les valeurs de Gd, Gi et Go à partir de G1, G2 et G3.

### Calcul deGo
Comme la somme des trois grandeurs d'un système équilibré est nulle, on a forcément :
{\displaystyle 3G_{o}\sin(\omega t+\varphi _{o})=G_{1}\sin(\omega t+\varphi _{1})+G_{2}\sin(\omega t+\varphi _{2})+G_{3}\sin(\omega t+\varphi _{3})}

### Opérateur de rotation:a
Remarque : Une grandeur soulignée représente le nombre complexe associé à la grandeur sinusoïdale considérée.
C'est un nombre complexe de module 1 et d'argument {\displaystyle {\tfrac {2}{3}}\pi } : {\displaystyle {\underline {a}}=e^{j{\frac {2}{3}}\pi }}
Le résultat de sa multiplication par le nombre complexe associé à une grandeur correspond à une autre grandeur de même amplitude et déphasée de {\displaystyle {\tfrac {2}{3}}\pi } par rapport à la grandeur initiale. Il correspond à une rotation de {\displaystyle {\tfrac {2}{3}}\pi } dans le plan de Fresnel.
Il vérifie les propriétés suivantes :
- {\displaystyle {\underline {a}}^{3}=1}
- {\displaystyle 1+{\underline {a}}+{\underline {a}}^{2}=0}

### Matrice de Fortescue
{\displaystyle {\begin{bmatrix}{\underline {G}}_{1}\\{\underline {G}}_{2}\\{\underline {G}}_{3}\end{bmatrix}}={\begin{bmatrix}1&1&1\\1&{\underline {a}}^{2}&{\underline {a}}\\1&{\underline {a}}&{\underline {a}}^{2}\\\end{bmatrix}}{\begin{bmatrix}{\underline {G}}_{o}\\{\underline {G}}_{d}\\{\underline {G}}_{i}\end{bmatrix}}}

### Matrice de Fortescue inverse
{\displaystyle {\begin{bmatrix}{\underline {G}}_{0}\\{\underline {G}}_{d}\\{\underline {G}}_{i}\end{bmatrix}}={\frac {1}{3}}{\begin{bmatrix}1&1&1\\1&{\underline {a}}&{\underline {a}}^{2}\\1&{\underline {a}}^{2}&{\underline {a}}\\\end{bmatrix}}{\begin{bmatrix}{\underline {G}}_{1}\\{\underline {G}}_{2}\\{\underline {G}}_{3}\end{bmatrix}}}